# Marshallton (condado de Chester)
Marshallton es un área no incorporada ubicada en el condado de Chester en el estado estadounidense de Pensilvania. Marshallton se encuentra ubicada dentro del municipio de West Bradford y es un distrito histórico en el Registro Nacional de Lugares Históricos con un área de 102 acres.

## Geografía
Marshallton se encuentra ubicada en las coordenadas 39°56′59″N 75°40′49″O / 39.94972, -75.68028.